# Оръжия (филм)
„Оръжия“ (на английски: Weapons) е американски филм на ужасите от 2025 г. на режисьора Зак Крийгър по негов сценарий, и участват Джош Бролин, Джулия Гарнър, Алдън Еренрайх, Бенедикт Уонг, Остин Ейбрамс, Ейми Мадиган и Джун Даян Рафаел.
Снимките на филма започват през юни 2024 г. в Атланта. Филмът излиза по кината в Съединените щати на 8 август 2025 г. в разпространение от „Уорнър Брос Пикчърс“.